# 靠山乡
靠山乡，是中华人民共和国黑龙江省绥化市绥棱县下辖的一个乡镇级行政单位。

## 行政区划
靠山乡下辖以下地区：
九江村、胜利村、光芒村、双合村、富国村、七井村和靠山村。